# Serranos
Serranos is een gemeente in de Braziliaanse deelstaat Minas Gerais. De gemeente telt 2.130 inwoners (schatting 2009).

## Aangrenzende gemeenten
De gemeente grenst aan Aiuruoca, Andrelândia, Minduri, São Vicente de Minas en Seritinga.